# Yavanna altaica
Yavanna altaica är en urinsektsart som beskrevs av Andrzej Szeptycki 1988. Yavanna altaica ingår i släktet Yavanna och familjen lönntrevfotingar. Inga underarter finns listade i Catalogue of Life.